# Hiéroglyphe égyptien O15
Le plan d'édifice, coupelle et pain, en hiéroglyphes égyptiens, est classifié dans la section O « Bâtiments, parties de bâtiments etc. » de la liste de Gardiner ; il y est noté O15.

## Représentation
Il représente le plan d'un édifice doté de contreforts dans ses coins (construction similaire à O4) renfermant une coupelle à bord large (hiéroglyphe W10) et un morceau de pain (hiéroglyphe X1). Il est translittéré wsḫt.

## Utilisation
| w | s | x · t | W10 · O1 | / | W10 · t · pr | / | O15 |

| w | s | x · t | W10 · O1 | / | W10 · t · pr | / | O15 |

 de valeur wsḫ et X1 comme phonogramme unilitère de valeur t.